# Грецька класика (мистецтво)
У класичних дослідженнях, зокрема в класичній археології, терміном класика позначається епоха, яка почалася внутрішніми грецькими потрясіннями наприкінці VI століття до н. е. і з перемогами греків проти загрози з боку Персії в битвах при Марафоні 490 р. до н. е., при Саламіні 480 р. до н. е. і при Платеях 479 р. до н.е. Зміни помітні перш за все в мистецтві та архітектурі, а також у живописі та вазописі, у поезії, філософії та літературі. Зі смертю Александра Македонського і подальшою боротьбою за владу, територіальний поділ і форми правління періоду діадохів у 323 р. до н. е. закінчується час грецької класики. Він стоїть хронологічно між архаїчним мистецтвом і мистецтвом еллінізму.
Незважаючи на те, що «класичний період» охоплює півтора століття, він не є монолітним блоком. Швидше, цей період можна розділити на наступні одиниці на основі стилістичних критеріїв, які більш-менш плавно зливаються один з одним, але які можна чітко відрізнити один від одного у своїй фіксованій формі. Класична археологія розрізняє такі стильові рівні:
- Ранній класичний або суворий стиль 480–450 рр. до н.е.
- Висока класика 450–430/420 рр. до н.е.
- Багатий стиль 430/420 до 400/390 до н.е.
- Пізня класика 400/390 до 330/323 до н.е.

Ці стилістичні етапи не співвідносяться з якимись помітними історичними подіями. На відміну від потрясінь на початку і в кінці епохи, Пелопоннеська війна жодним чином не вплинула на розвиток образотворчого мистецтва і 430/20 рр. до н.е. Форми багатого стилю розвинулися приблизно в 390 р. до н. е. Якщо розглядати сам багатий стиль як свідчення переходу та потрясінь, то війна була б єдиним зовнішньо структуруючим і дієвим фактором у мистецтві того часу.

## Ранній класичний абострогий стиль

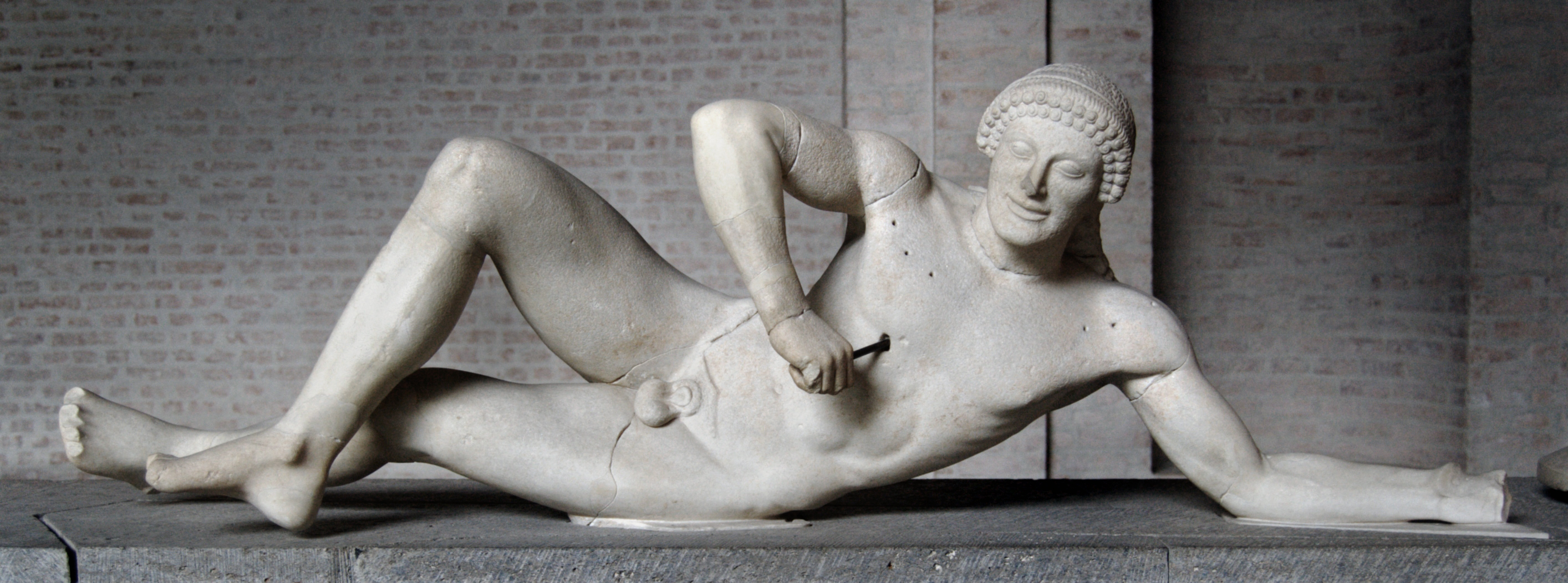
Воїни із західного фронтону храму Афаї ; Гліптотека, Мюнхен

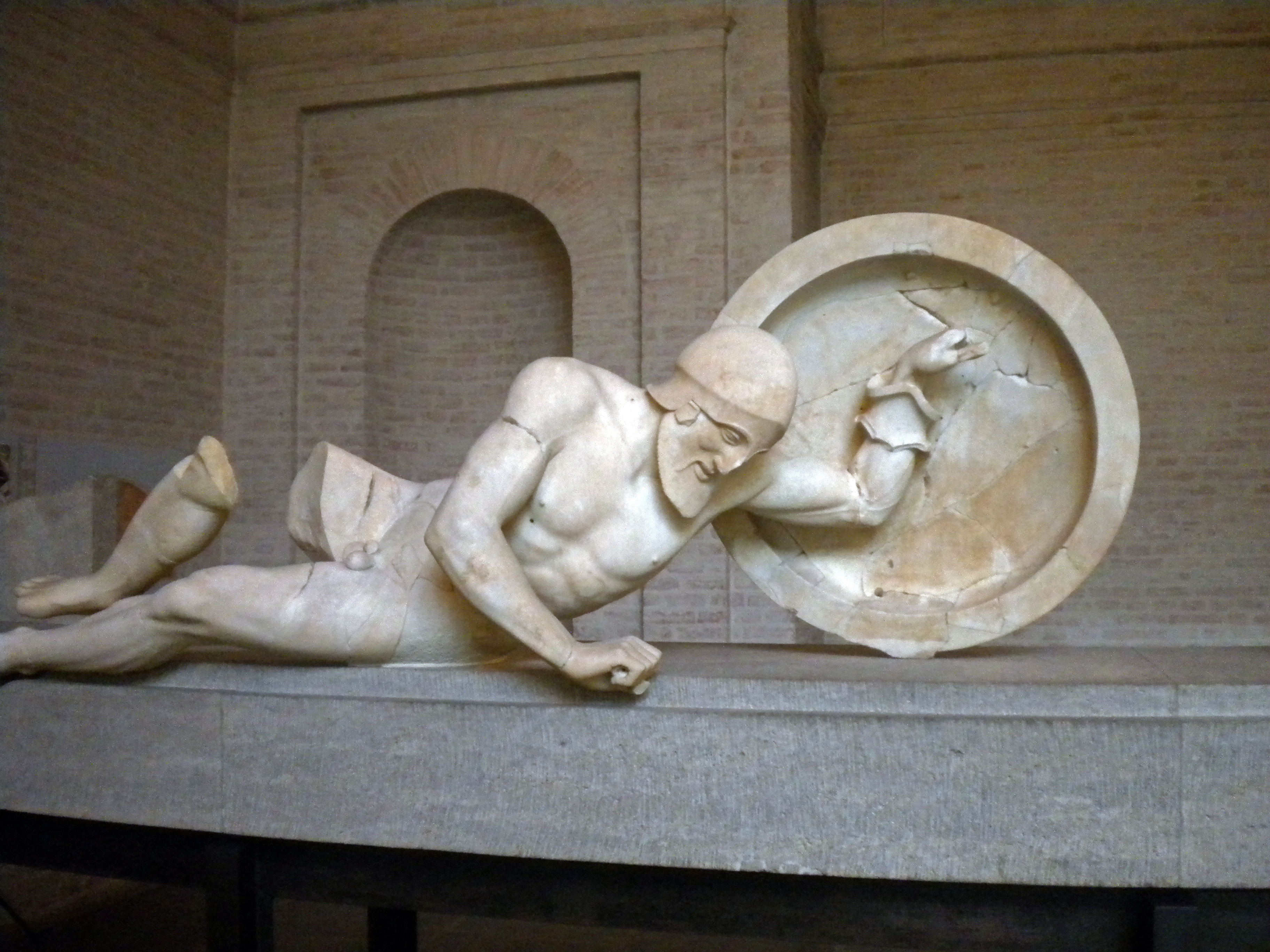
Воїни зі східного фронтону Афаї храм Гліптотека, Мюнхен

Перехід від архаїчного мистецтва VII і VI століття до нашої ери до суворого стилю на двох фронтонах храму Афеї на грецькому острові Егіна. На обох фронтонах зображені батальні сцени. Але тоді підчас 510/500 рр. до н. е. У той час як західний фронтон, створений в III ст. до н. е., фігури досі зображуються в архаїчній єдності та самореферентності та демонструють себе вражаючою площинністю та фронтальністю, зображення східного фронтону, який на 15 років молодший, починається з обертових рухів для розширення простору зображення, наданий фронтонним трикутником, також у його третьому вимірі, глибині для заповнення. Тут зникла архаїчна посмішка, звільнивши місце для нової серйозності, яка веде до суворого стилю.
Це з'являється в повному вираженні з так званим «Хлопчиком Критіяном». Хоча мотив архаїчного куроса все ще можна побачити, він, ймовірно, проявляється незабаром до 480 року до нашої ери. Хлопчик створив усі дизайнерські підходи, які стали обов'язковими для класичного мистецтва: чітке розмежування між стоячою та вільною ногою, яка викликала роздуми, що простежується в легкому піднятті стегна збоку ноги стоячи. Вернер Фукс ввів термін «антистрофічний паралельний ритм» для шаблону дизайну, в якому одна сторона тіла виконує дію, що висувається вперед, а інша сторона відсувається. Диференціація міркування розвивається не до плечей, але при легкому повороті голови, серйозності виразу обличчя виявляється інше уявлення про людину, ніж було раніше. Можна пережити такий стан душі, якого не знало архаїчне мистецтво.
Після грайливих шат, особливо з пізнього архаїки, вони тепер стають простішими, матеріальність «важчою». Фронтонні фігури храму Зевса в Олімпії особливо добре показують цю тенденцію. Бронза набуває все більшого значення у виготовленні статуй, а бронзове лиття тепер також можна використовувати для великоформатних статуй у натуральну величину, наприклад, 477/76 рр. до н. е. Група вбивць тиранів, створена заливниками руди Крітіосом і Несіотом або бронзовими статуями Ріаче. Важливі скульптори високої класики створили свої перші роботи за часів суворого стилю. Тут слід згадати Мирона, Фідія та Поліклета.
Будівництво монументальних храмів поширилося в Греції, Малій Азії, а також у Великій Греції і свідчить про нову впевненість клієнтів у собі. Найяскравішим прикладом такого хронологічного положення є 460 р. до н. е., зведений Храм Зевса в святилищі Олімпії, також «Храм Е» в Герайоні Селінунте належить до цього часу.

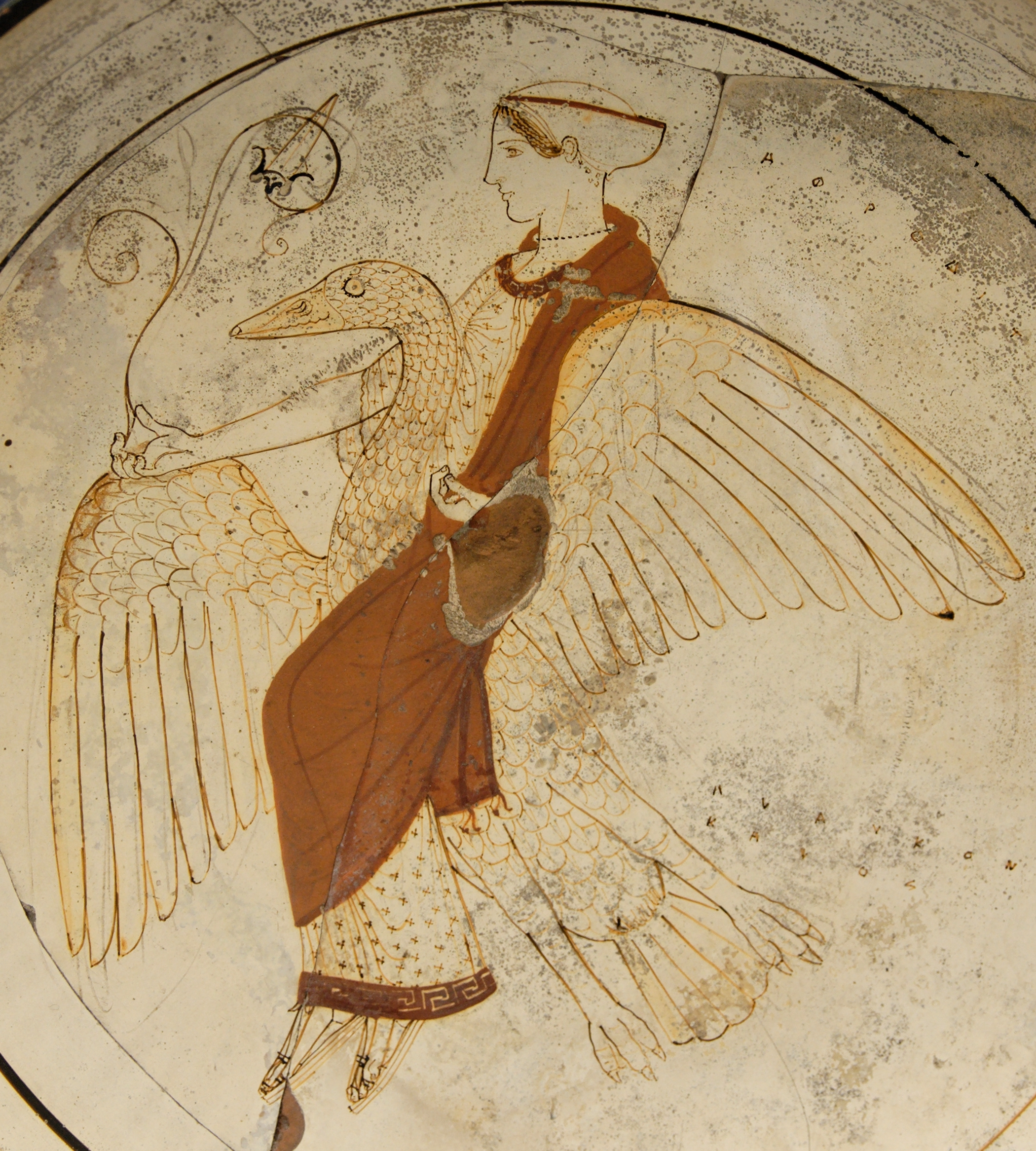
Чаша художника Пістоксеноса, 480 р. до н.е.; Британський музей, Лондон

Грецький вазопис розвинувся до кінця VI століття до н.е. Червонофігурний вазовий розпис, який був представлений між 1900 і 1800 рр. до н.е., тепер демонструє більшу пластичність у зображенні шат, а також назавжди змінює зміст їхнього зображення. Важливим змістом стає вже не конкретний момент певної події, а шлях туди, безпосередньо вперед. Проте з початком класичного періоду розквіт вазопису закінчився, і згодом художники звернулися до настінного живопису.

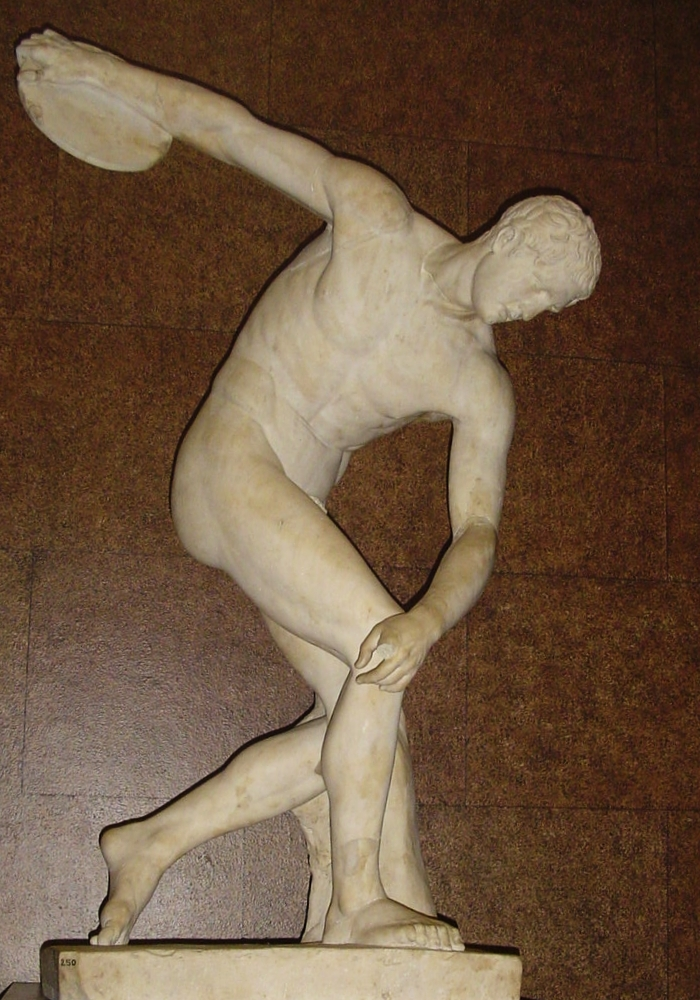
Дискоболос, римська мармурова копія з вілли Адріана. Британський музей, Лондон

Проте не всі області грецького культурного ареалу брали участь у розвитку однаково. Для початку ранньокласичного періоду, безперечно, можна знайти сучасні роботи, які повністю перебувають у архаїчній традиції, як-от приблизно 480/470 рр. до н. е. споруджено гробницю лікійського князя в Ксантосі, «пам'ятник гарпії». Фриз пам'ятника показує пізньоархаїчну формальну мову з точки зору композиції, а також у зачісці та шатах, але й там архаїчна посмішка вже зникла. Загалом у традиційно досить стійких типів пам'яток, наприклад надгробних рельєфів, архаїчних форм, архаїчна лінійність у зображенні зберігається довше, ніж у більш вільних типах. Так званий «рельєф Левкотеї», також приблизно 480/470 рр. до н.е. Незважаючи на нову тілесність і інтимні стосунки наглядача, на малюнку чітко простежується архаїчна стилізація волосся та мантії.
Античність вже знала, що щось нове почалося в галузі мистецтва під час перських воєн, на попередньому етапі близько 450 року до нашої ери. початку періоду високої класики і чітко виділявся від старших. Наприклад, приблизно з 490/480 р. до н.е. Піфагор з регіону римського мистецтва як новатор. Тому що «він спочатку видавив сухожилля та вени і ставився до волосся дбайливіше», ніж його попередники. Піфагор, звичайно, не винайшов такого типу зображення, але пов'язувати його з художньою особистістю було, можливо, його першою думкою про це явище.
За словами Діогена Лаертського, Піфагор також першим звернувся до проблем симетрії та ритму у своїй творчості. Це до V століття до н.е. слово симетрія, яке не засвідчено в стародавні часи, означає пропорцію, в якій різні аспекти однієї і тієї ж речі стоять один до одного, і може означати «вологий»–«сухий», «теплий»–«холодний»., до частин будівель і конструктивних елементів, а також пов'язані з кінцівками тіла. На відміну від асиметрії, симетрія — це завжди «хороша і правильна» пропорція. У своєму основному значенні ритм означає регульований рух, потім передається в порядку, що поширює з'єднання частин, рухливе відношення частин один до одного в цілому. З Піфагора починається протистояння з такими вимогами. Трохи молодшому Мирону засвідчено, що він першим відтворив правду, хоча зображення лобкового волосся та волосся на голові було все ще грубим, як і в ранньому мистецтві. Однак він (поки що) не відтворив почуття чи настрій душі; проте він був більш різноманітним і ретельним у встановленні своєї симетрії, ніж Поліклет. Тож у творчості Мирона, можливо, лише в його пізньому творі, те, що ввів Піфагор, настільки розвинене, що навіть Поліклет не міг його досягти: « Симетрія». Водночас йому ще бракувало духовної виразності. Квінтиліан вихваляє рух Мирона зі своїми статуями, за допомогою яких він подолав жорсткість попередніх часів з їхніми висячими руками та зімкнутими ногами — маючи на увазі архаїчні Курої або Корен — і захищає творчість Мирона, тому що в мистецтві «це найважкіше і нове дуже похвальне».

## Висока класика
Період, який називають високою класикою, тривав лише два десятиліття, з 450 по 430/420 рр. до н. е.  Два десятиліття, за які завдяки величезним зусиллям і величезним фінансовим можливостям, а також з невідомим раніше творчим потенціалом мистецтво було доведено до недосяжного рівня зрілості. Зразковий характер цього мистецтва, яким воно вважалося вже в античності і яке, маючи справу з античністю, справило значний вплив на сучасне мистецтво, є основою для позначення високої класики. Цей розвиток значною мірою був зумовлений Афінами та конкуренцією з Афінами. Після перемог аттичного морського союзу в останніх битвах проти персів, приблизно в середині V століття до н. е. перська загроза була вигнана, а Афіни вимагали певного панування серед грецьких полісів через його досягнення. Щоб проілюструвати це і скористатися нагодою для очищення спустошення перських війн, Афіни розробили обширну програму будівництва, керовану партією Перікла і підтримувану величними інтелектуальними та мистецькими його часами.
Афіни вивели свою демократію на новий рівень за участю всіх громадян завдяки введенню дієт, інтелектуальне життя формувалося силами розуму і залучало освічених людей з усіх куточків грецького світу. З Анаксагором іонійська натурфілософія потрапила в Афіни, Софокл і Евріпід створили свої трагедії. Зі Старої комедії починається критичний розгляд Перікла в особі Кратіна.

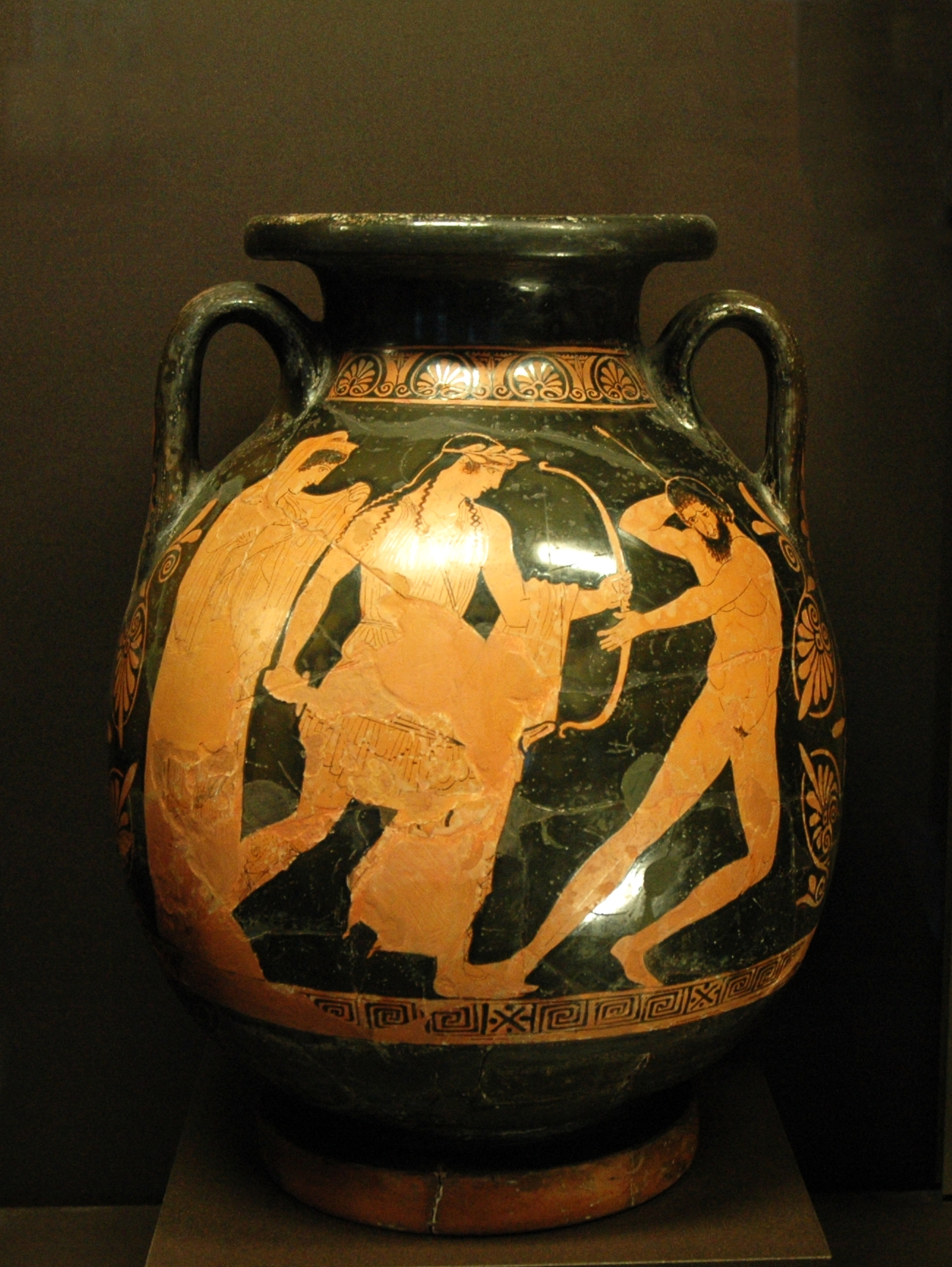
Pelike des Polygnotos, Лувр G 375, Париж

З іншого боку, концентрація на Афінах призвела до втрати різноманітності. Після того, як незалежні центри художньої творчості втратили своє значення, особливо в дрібній скульптурі, багатство ідей збідніло, а виробництво занепало. У вазовому розписі поліхромія з'являється на білошліфованих лекітах, для яких перед випалом наносяться лише обриси тьмяно-сірою або червоною фарбою. Серед живописців червонофігурних ваз виділяється Полігнотос, який, ймовірно, обрав своє ім'я на честь відомого художника того періоду Полігното з Тасоса. Він також був іммігрантом до Афін, який отримав афінське громадянство за свої досягнення як художник, але також працював деінде, наприклад, у Дельфах.
Афіни, які перед битвою при Платеях нібито присягнули не відбудовувати зруйновані варварами святилища, відповідно до популярної теорії розпочали період високого класицизму в 449/448 рр. до н. е. з планом перебудови та перепланування Акрополя та зруйнованих святилищ Афін. Звичайно, необхідна підготовка до цього була розпочата задовго. Акрополь був уже вирівняний і перебудований під Кімоном, і в цьому контексті також розширився, що, ймовірно, сталося лише після битви при Евримедонті близько 465 року до нашої ери. було мислимо. Коли потім 454 р. до н. е. На той час, коли скарбниця Аттичного морського союзу була передана з Делоса до Афін, афіняни мали у своєму розпорядженні фінансові кошти для такого проєкту.

### Архітектура

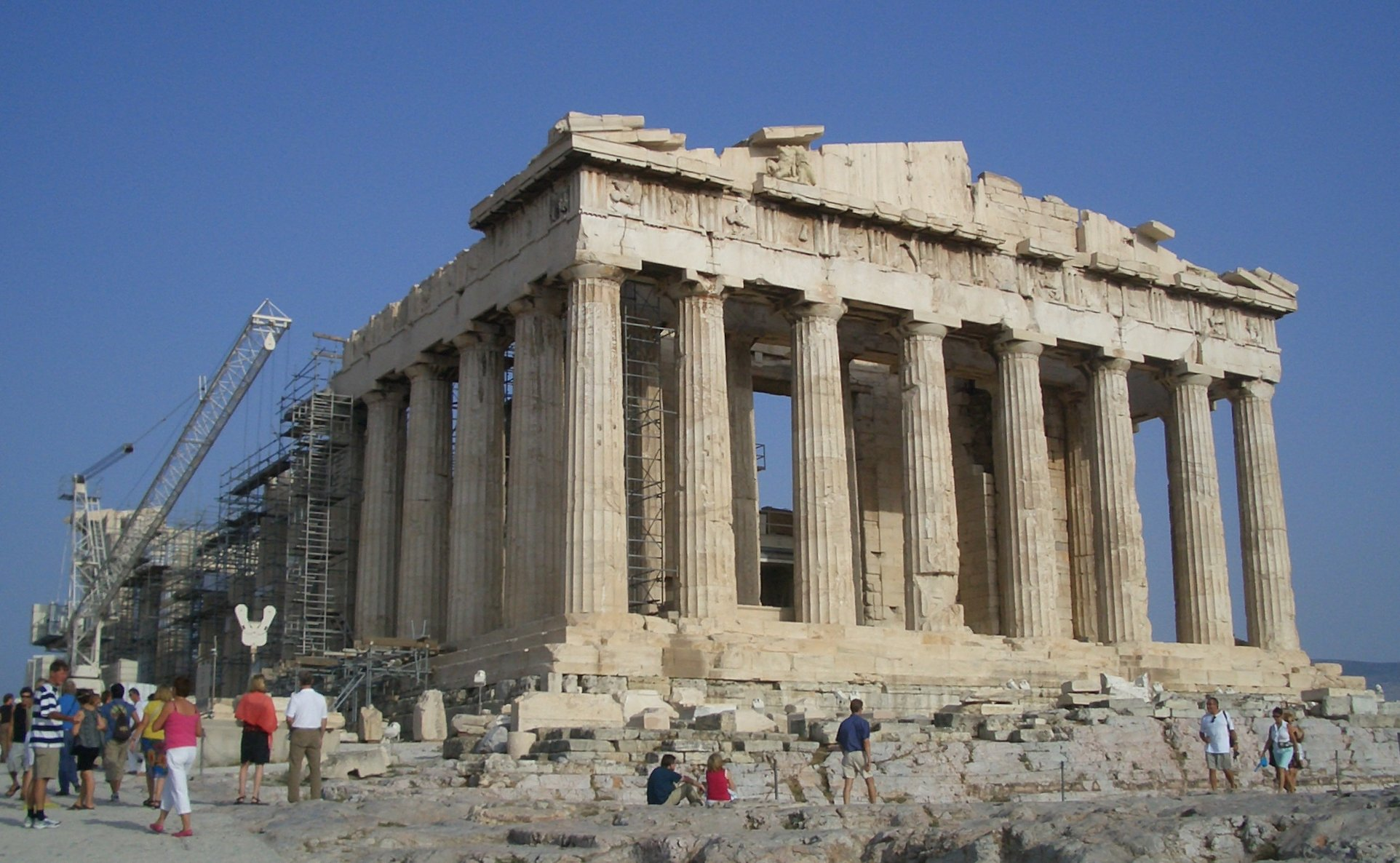
Парфенон, Афіни

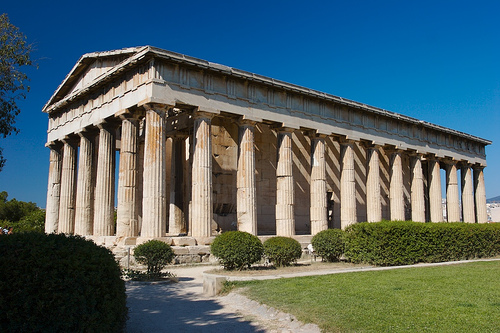
Храм Гефеста, Афіни

Архітектори Іктинос, Каллікрат і Мнесікл були призначені під керівництвом Фідія для перепланування Акрополя, в будівельній комісії якого перебував сам Перікл. Проєкт Акрополя включав будівлі Парфенон, Пропілеї, Ерехтейон і храм Афіни Ніки. Розпочатий і завершений до 430 р. до н. е. З них стали лише Парфенон і Пропілеї. У той же час на краю агори був побудований храм Гефеста, храм Артеміди Агротери на Ілісосі, храм Посейдона на мисі Суніон і в Елевсині нове будівництво Телестеріона, розпочате за Кімона, було завершено Іктиносом.
У Парфеноні 8 × 17 доричних колон утворили колонаду, перистаз. Це відрізняє Парфенон від усіх ранніх доричних храмів, які мали лише шість колон. У той час як іонійські храми з восьмиколонними фасадами мали подвійний вінець колон, целла на Парфеноні була подовжена двома бухтами. Парфенон дотримується класичного співвідношення колон спереду і довгих сторін, яке вже було дано в Храмі Зевса в Олімпії, яке ґрунтується на правилі «Передні колони». : флангові колони = n : (2n+1)». Така ж пропорція, зменшена до 4:9, проходить через усі інші розміри дизайну Парфенону. Цим визначався діаметр колони і відстань між колонами, а також співвідношення сторін стилобату, як і наос без мурах. Ширина храму до висоти храму до горизонтального гейсона фіксується співвідношенням 9:4, а потім у квадраті відношення довжини храму до висоти храму, яке дорівнює 81:16. Співвідношення 4:9 або 9:4 також можна знайти в розмірах дизайну Храму Гефеста.
В обох спорудах також вражає злиття будівельних і декоративних елементів доричного та іонічного ордеру. Хоча фриз на стінах  обох храмів не належить до доричного формального канону, використання іонічних профілів на обох будівлях, чи то біля підніжжя стіни на Гефестіоні, чи бісерний жезл над тригліфом Парфенона, є ще більш незвичайним, хоча існували раніше підходи до цього. Подібні явища можна спостерігати і на Пропілеях Мнесікла, який забезпечив свої іонічні колони в вестибюлі процесійного шляху ентазисом, який до того був властивий доричним колонам.
Регульовані пропорції, симетрія і ритми, тонка гра з елементами, які не в порядку, характеризують цю архітектуру. Те, що всі ці будівлі мають такі оптичні уточнення, як кривина і нахил, є майже цілком зрозумілою «класикою». У той час як структурні елементи старих храмів все ще були самостійними структурами, які підтримували або обтяжували, у будівлях високого класичного періоду вони були вплетені в мережу руху та протидії, вони були тілесними структурами в потік руху будівель.
Рух і зустрічний рух, балансування протилежностей і контрапосто були темами, які займали грецьких скульпторів з початку раннього класичного періоду. І той факт, що Фідій, відомий скульптор, можливо, найбільший скульптор свого часу, керував роботою над Парфеноном, може пояснити, як ці проблеми та їхнє вирішення могли потрапити в царство архітектури.

### Пластик

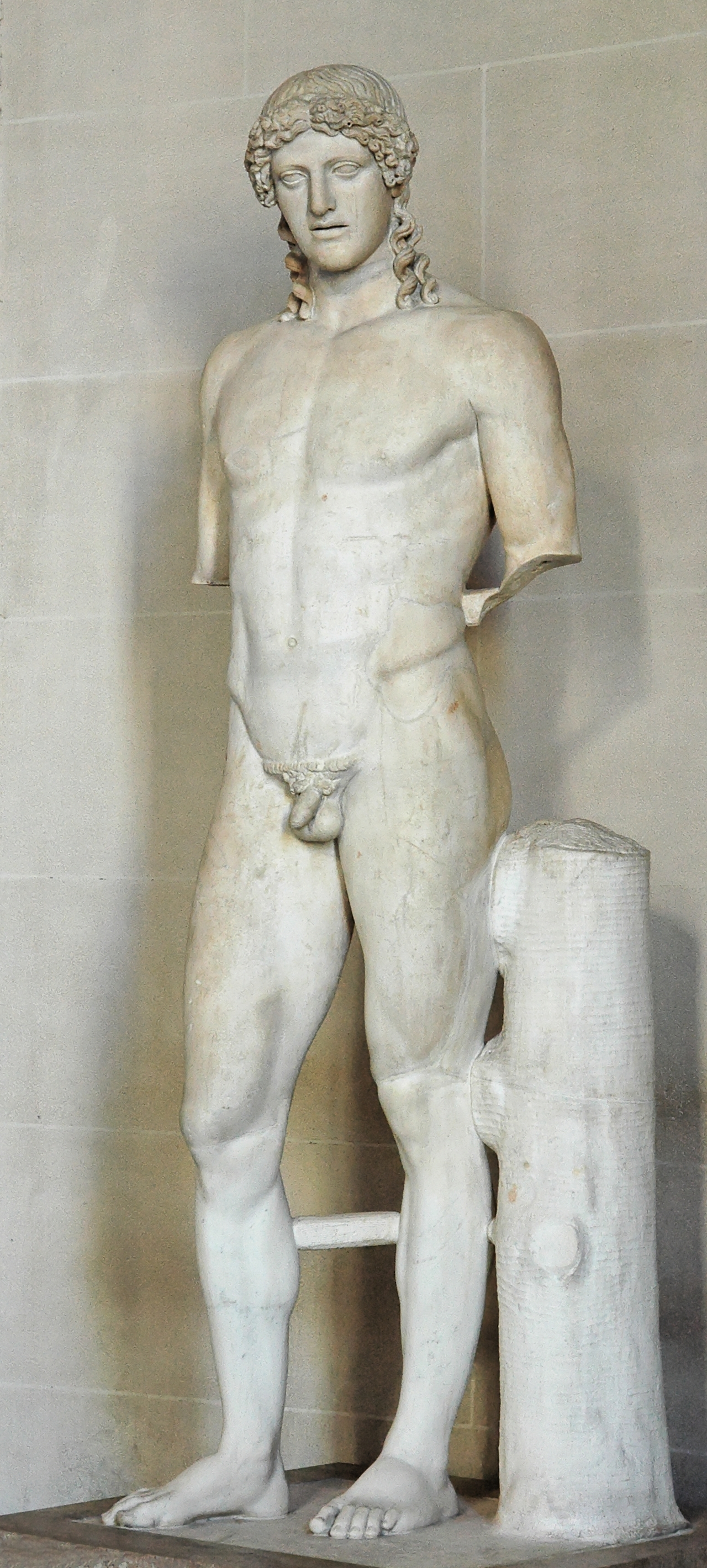
Статуя Аполлона Кассельського типу, Лувр

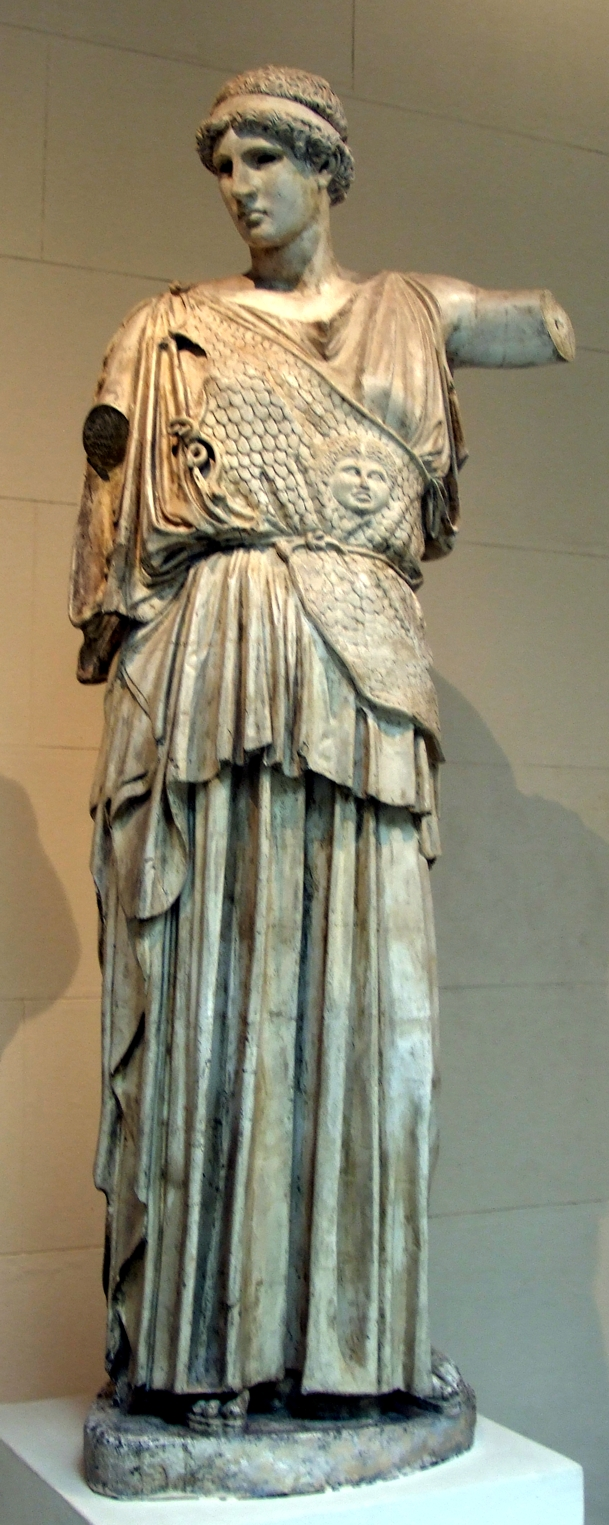
Афіна Лемня, відлита в Музеї Пушкіна, Москва

Дорифор, Національний музей, Неаполь

Фідій, ключовий радник і на початку будівництва Парфенона, ймовірно, вже найвідоміший скульптор свого часу, щойно завершив роботу над своєю Афіною Промахос, коли йому було доручено наглядати за будівництвом Акрополя. З ним і митцями покоління високого класицизму починається новий погляд на людей, на мистецтво і на стосунки природи і мистецтва. Почате в ранньокласичний період протистояння з правилами мистецтва продовжується, переписується і, мабуть, також вперше записується. Якщо рання класика «примножила істину» і стала на шлях сильного натуралістичного реалізму, то тепер лейтмотивом у зображенні стає закономірність, її відкриття й реалізація, з одного боку, і духовність, почуття й настрій з іншого. людини.
Що стосується регулярності, то симетрія і баланс руху і протируху, дії і реакції є цілями художнього дизайну, а різноманітні рішення стають провідними формами розвитку мистецтва. Позиція, мотив позиції та її ефекти — у випадку оголеної статуї чоловіка на м'язах, у випадку статуї жінки на мантії — програються в постійно нових спробах і доведені до висококласичної форми, хіастичної., добре збалансований контрапост: Людина в рівновазі, незалежно від того, стоїть на місці чи рухається. «Антистрофічний паралельний ритм» суворого стилю далі розвивається в хіастичне переплетення активних і пасивних кінцівок на обох половинах тіла.
Результат доступний не відразу, а у випадку з Фідіям і Поліклетом, чия робота привернула найбільшу увагу римських переписувачів, можна побачити розвиток, і навіть можна з'ясувати вплив роботи Поліклета на роботу Фідія. Роботи інших митців того часу, наприклад Кресіласа, важко визначити. Якщо атрибуція амазонки типу Сосікла або Афіни з Веллетрі Кресіласу правильна, то в ньому також можна було б виявити вплив Поліклетика. Від учня і співробітника Фідія Агоракріта збереглася лише дуже фрагментарна статуя Немезиди з Рамноуса, але він, як і його сучасник Алкамен, вже переходить до багатого стилю.
Статус знаходиться у статуй Фідія близько 450 р. до н.е. ще вузькі, у Кассель Аполлон обидві ноги наступають усією підошвою, вільна нога розміщена трохи вбік і вперед. Плечі лише слабо реагують на скорочення тієї сторони опорної ноги, до якої звернена голова. Верхня частина тіла відділена від стегон чіткими паховими опуклістю. Дуже подібно, але вже з трохи піднятою п'ятою вільної ноги, розташованої паралельно їй, Фідій зображував Афіна Лемнія. Мотив підтриманої лівої руки, передпліччя, нахиленого вперед з боку ноги стоячи, дозволив сильніше обмірковувати область плеча, яке тепер чітко слідує за скороченням сторони стоячої ноги і опускається до неї. Це в хіастичній манері відповідає висхідному звису пояса, який піднімається до верхнього правого тазостегнового суглоба. Нарешті, у Атеї Парфенос, який помер у 437 р. до н. е. Вільна нога відведена трохи вбік, а п'ята повністю піднята.
«Proprium eius est, uno crure ut insistent signa» — «Для нього властиво, що нерухомі зображення з'являються однією ногою». Цими словами Пліній характеризує творчість Поліклета. Поліклейт був винахідником мотиву стояння, в якому ступня вільної ноги торкається землі лише м'ячем стопи, з усіма наслідками для роздумів і контрапоста, що знайшло універсальне формулювання в його творчості і особливо в Доріфори. Носіння і ноші, рух і зустрічний рух, підйом і опускання, напруга і розслаблення — всі протилежності знаходять гармонійний баланс у його роботі, аж до кінчиків волосся з їх знаменитими мотивами щипців. Людський скульптор, ἀνδριαντοποιός, вже в стародавньому судженні, тоді як Фідій, Пракситель і Скопас як ἀγαλματοποιός, скульптор богів, були дійсними, які неодноразово наближалися до нього на нові шляхи. Варрон також сказав про Полікліта, що його статуї «походять, так би мовити, до однієї моделі».
Близько 430 р. до н. е конкурс, оголошений Ефесом, об'єднав найбільших митців періоду високої класики.
Серед збережених типів статуй амазонки Сосіклі, «Маттеї» та «Скіарра» походять із змагань. Труднощі, які ще має високе класичне мистецтво, можна побачити з того факту, що атрибуція типів амазонок окремим художникам досі суперечить.